# Mido
Ahmed Hosszám Huszejn Abd el-Hamíd (Arabul: احمد حسام حسين عبد الحميد) , ismert nevén Mido (1983. február 23., Kairó, Egyiptom) egyiptomi labdarúgó. 2014 óta az egyiptomi Zamalek igazgatója és a klub U18-as edzője.
Pályafutása 1999-ben kezdődött az egyiptomi Ez-Zamálek-nél, majd 2000-ben a belga KAA Gent-hez igazolt. Ezután játszott még a holland Ajaxban, a spanyol Celta Vigo-ban, a francia Olympique Marseille-ben, az olasz AS Romában, az angol Tottenham Hotspur és a Middlesbrough játékosaként. 2010 nyarától ismét az AFC Ajax játékosa lett.
Mido tagja volt az egyiptomi labdarúgó-válogatottnak, 51 alkalommal lépett pályára a nemzeti együttesben, és 20 gólt szerzett.

## Pályafutása

### El-Zamalek és K.A.A. Gent
Mido pályafutását 1999-ben kezdte az El-Zamalek csapatánál Egyiptomban. Itt három gólt szerzett négy mérkőzésen. 2000-ben elhagyta a klubot, és csatlakozott a belga KAA Gent-hez. A csapatnál elnyerte a legjobb afrikai játékosnak járó díjat 2001-ben. Egy szezont töltött csak Belgiumban, majd Hollandiába igazolt.

### Ajax és Celta Vigo
Mido az Eredivisie csapatához, az Ajaxhoz írt alá 2001-ben. Egy UEFA-kupa mérkőzésen agyrázkódást szenvedett az Apóllon Lemeszú ellen, miután ütközött egy védővel. Sérülése miatt több hetet ki kellett hagynia. Egy Heerenveen elleni mérkőzésen tért vissza a csapatba, a találkozót az Ajax 5–1-re elveszítette. Az Twente ellen kiállították, miután megütötte ellenfelét a labdáért folytatott küzdelemben. Tettéért három mérkőzésre szóló eltiltást kapott. A Vitesse ellen léphetett újra pályára csereként beállva a 75. percben. Az Ajax–Feyenoord rangadón 2002 márciusában azonban nem kapott játéklehetőséget, mivel kisebb ellentéte volt az edzővel, Ronald Koeman-nal. Ezek után Mido rövid időre Kairóba utazott. Mido a 2001–02-es szezont holland bajnoki címmel és kupagyőzelemmel zárta. Gólt szerzett az FC Utrecht elleni győzelmük során, amivel megnyerték az Amstel Kupát. A Groningen ellen csupán 32 percnyi játéklehetőséget kapott ötlettelen játéka miatt.
Később azt nyilatkozta, hogy fáradt volt, és a mérkőzés alatt végig sérültnek érezte magát. Koeman a mérkőzés után kritizálta a játékost, mondván, nem adott bele mindent a játékába. 2002 szeptemberében kijelentette, hogy a decemberi átigazolási időszakban el szeretné hagyni a klubot. Mido ezután bocsánatot kért Ronald Koeman-tól és Leo Beenhakker-től eligazolásáról tett meggondolatlan kijelentése miatt, és bírságot kellett fizetnie, valamint eltiltást kapott az Ajax Olympique Lyon elleni mérkőzésére. Decemberben aztán bejelentette, hogy maradni szeretne a klubnál. Gólt szerzett a Willem II elleni 6–0-s győzelemmel zárult mérkőzésen 2003 februárjában, de Koeman ismét kritizálta Mido-t, negatív megjegyzéseket tett a Roda elleni játékára egy Holland Kupa-mérkőzésen. Az Ajax következő mérkőzésén a Feyenoord ellen nem lépett pályára. Az egyiptomi válogatott barátságos mérkőzésén izomhúzódást szenvedett, ezért a Groningen elleni mérkőzést is ki kellett hagynia, majd fegyelmi okokból a tartalékcsapatba került. Az egyik vélt ok az volt, hogy a játékos nem teljesít megfelelően az edzéseken, de állítólag egy vitát követően csapattársához, Zlatan Ibrahimović-hoz egy ollót is hozzádobott 2003 márciusában. Hamarosan több olasz élvonalbeli csapat is érdeklődni kezdett iránta, úgy mint a Juventus és az SS Lazio.
2003 márciusában a spanyol Celta Vigo-hoz került kölcsönbe. A kölcsönszerepléshez a FIFA először nem járult hozzá , majd március 18-án mégis engedélyezték. Mido már bemutatkozó mérkőzésén, az Athletic Bilbao ellen gólt szerzett, a mérkőzést a Celta nyerte 2–1-re. Az Ajax Mido értékét 5 és 6 millió euró között becsülték meg, miközben olasz és spanyol klubok egyaránt érdeklődtek a játékosért. Az angol Newcastle United 2003 májusában állítólag már a leigazolása szélén állt, de Mido ügynöke cáfolta ezeket a híreket. Az Ajax megkísérelte visszahívni őt a csapatba, de a játékos elutasította az ajánlatot és a Celta Vigonál maradt. Sérülése ellenére is játszott a Villarreal elleni mérkőzésen, amin kiállították, és a csapata 5–0-ra veszített. Mido-t ezután májusban az AS Roma csapatával hozták hírbe , de az Ajax kijelentette, hogy csak 15 millió euróért hajlandóak megválni játékosuktól. Júniusban a csapat elutasította a Real Betis ajánlatát Mido-ért , majd a francia Olympique Marseille is beszállt a játékosért küzdők sorába , míg a Celta nem tudta volna kifizetni az Ajax által kért 15 millió eurót.

### Marseille
Az Ajax 2003 júliusában elfogadta a Marseille 12 millió fontos ajánlatát a játékosért , Mido 2003. július 12-én írt alá 5 éves szerződést a francia csapatnál. Ezzel ő lett a legdrágább egyiptomi labdarúgó. A Bolton Wanderers edzője, Sam Allardyce később elárulta, hogy Mido lett volna a legfőbb nyári igazolás klubja számára. A Marseille-ben a Dinamo București elleni szezon előtti barátságos mérkőzésen mutatkozott be, de sérülés miatt 24 perc után csereként kellett elhagynia a pályát. Első góljait – egyből kettőt – a PAOK ellen szerezte egy szezon előtti mérkőzésen. Góljai mellett két gólpasszt is adott. Első tétmérkőzését a Guingamp ellen játszotta 2003. augusztus 2-án. Jean-Pierre Papin a mérkőzés után megdicsérte a játékost. Novemberben gólt szerzett a Real Madrid ellen egy Bajnokok Ligája mérkőzésen, amit a Marseille 2–1-re elveszített. Mido 2004 márciusában úgy nyilatkozott, hogy a 2003–04-es idény végén esetleg elhagyja a klubot. Egy angol, és több spanyol csapat érdeklődött Mido iránt, aki eközben már háttérbe szorult a Marseille-nél Didier Drogba miatt. Az Atlético Madridot, a Real Zaragozát, az Osasunát és korábbi klubját, a Celta Vigo-t is hírbehozták a játékossal, az Atletico érdeklődését meg is erősítették. 2004 májusában gyorshajtáson érték, mikor a Marseille AS Monaco elleni mérkőzésére igyekezett. Az esetet bírósági tárgyalás követte. A szezon végi hírek szerint az AS Roma is kész volt leigazolni Mido-t 9 millió euróért. A török Beşiktaş is le akarta igazolni , Mido pedig azt nyilatkozta, hogy már tárgyalt Bobby Robsonnal, a Newcastle United edzőjével egy lehetséges átigazolás ügyében.

### AS Roma
Mido a 2004-es nyári átigazolási időszak utolsó napján, 6 millió euróért igazolt az olasz AS Roma csapatához. A szezon első három mérkőzését ki kellett hagynia , de a Messina elleni találkozón szeptemberben már játszott. A mérkőzést a Roma 4–3-ra elveszítette. A hírek szerint a csapat eladta volna a játékost a Valenciának Bernardo Corradiért cserébe, valamint az angol Premier League-csapat, a Manchester City is a leendő klubok közt szerepelt , ugyanúgy, mint a Southampton. Mindezek ellenére Mido ügynöke azt állította, hogy a Roma nem akarja eladni a játékost. Még egy angol klubbal, a Tottenham Hotspurrel is szóba hozták, mivel az ügynöke megerősítette Mido távozási szándékát.

### Tottenham Hotspur
Mido az angol Tottenham Hotspur-höz igazolt 18 hónapra kölcsönbe 2005 januárjában. Bemutatkozó mérkőzésén 2005 februárjában a Portsmouth ellen két gólt szerzett. A 2004–05-ös szezonban 11 mérkőzésen három gólt szerzett. A játékos azt nyilatkozta, hogy nem szeretne visszatérni az AS Romához, szívesebben igazolna a Tottenham-hez. A Tottenham edzője, Martin Jol azt nyilatkozta, hogy a klub kész állandó szerződést aláírni Mido-val, mivel jól teljesít a mérkőzéseken , de később elárulta, lehetséges, hogy a Tottenham nem képes megtartani a játékost, mivel több klub is érdeklődött iránta. A 2005–06-os szezont 11 góllal zárta, és 27 mérkőzésen lépett pályára, ezzel ő lett a csapat második legtöbb gólt szerző játékosa. A Tottenham 2006 májusában megerősítette a híreket, hogy Mido kölcsönszerződése lejárta miatt visszatér a Romába.
Mido 2006. augusztus 29-én csatlakozott ismét a Tottenham-hez, wkkor már állandó szerződéssel. Miután első 5 mérkőzésén nem talált be a kapuba, a West Ham United ellen ismét gólt szerzett , ezt még 2 gól követte a MK Dons ellen a Ligakupában. A klubnál versenyeznie kellett a két hely egyikéért csatárposzton, de azt állította, hogy ez a csapat erősségének a jele, és teljesen tisztában volt ezzel, mielőtt visszatért volna. Ennek ellenére a hírek szerint a Manchester City akarta leigazolni a játékost. Mido utolsó gólját a Tottenham-ben 2007. január 31-én szerezte a rivális Arsenal ellen , átigazolása a City-hez azonban még az átigazolási időszak vége előtt meghiúsult. Mido beismerte, hogy hibázott, mikor állandó szerződést kötött a Tottenhammel. A 2006–07-es szezont végül 23 mérkőzéssel és 5 góllal zárta.

### Válogatott
Mido az egyiptomi válogatott tagja. A 2006-os Afrika Nemzetek Kupáján győztes csapat tagja.

## Személyes információk
Hazájában nemzeti köztiszteletnek örvend, esküvőjét a televízióban közvetítették.

## Statisztika
| Csapat            | Szezon | Bajnokság | Bajnokság | Kupa    | Kupa  | UEFA    | UEFA  | Összesen | Összesen |
| Csapat            | Szezon | Meccsek   | Gólok     | Meccsek | Gólok | Meccsek | Gólok | Meccsek  | Gólok    |
| ----------------- | ------ | --------- | --------- | ------- | ----- | ------- | ----- | -------- | -------- |
| Middlesbrough     | 07-08  | 8         | 2         | 2       | 0     | -       | -     | 10       | 2        |
| Össz.             |        | 8         | 2         | 2       | 0     | -       | -     | 10       | 2        |
| Tottenham Hotspur | 06-07  | 12        | 1         | 7       | 4     | 4       | 0     | 23       | 5        |
| Tottenham Hotspur | 05-06  | 27        | 11        | 0       | 0     | -       | -     | 27       | 11       |
| Tottenham Hotspur | 04-05  | 9         | 2         | 2       | 1     | -       | -     | 11       | 3        |
| Össz.             |        | 48        | 14        | 9       | 5     | 4       | 0     | 61       | 19       |
| Összesen          |        | 56        | 16        | 11      | 5     | 4       | 0     | 71       | 21       |

Frissítve:2008. január 29.

## Külső hivatkozások
- Mido pályafutásának statisztikái a Soccerbase oldalon (angolul)

- Mido hivatalos weboldala